# НеАнгели
НЕАНГЕЛИ — український попгурт, створений 16 липня 2006 року. Беззмінними солістками гурту були Вікторія Сміюха та Слава Камінська. Гурт виконував пісні російською мовою.
У 2021 році гурт припинив своє існування.

## Історія
Проєкт НЕАНГЕЛИ був створений продюсером Юрієм Нікітіним через поступовий спад популярності гурту «ВІА Гра» після постійних замін її учасниць.  До складу гурту увійшли співачки Вікторія Сміюха (Харків) та Слава Камінська (Одеса).
У грудні 2006 році гурт випустив дебютний альбом «Номер один», який розійшовся тиражем в 50 000 примірників і став «Золотим диском». 
У 2007 році співпрацює із епатажним танцювальним колективом Фрік-Балет під керівництвом Слави Богданцева. Балет створений компанією TUARON разом із Anton Sova.
У серпні 2008 року НЕАНГЕЛИ зняли кліп з переможницею «Євробачення 1998», травесті-дівою Dana International на пісню «I Need Your Love». У 2009 році вийшов сингл «Красная шапочка». У 2010 році — сингл «Отпусти».
Навесні 2013 року гурт брав участь в українському відборі на Євробачення з піснею «Courageous», яку написав Олександр Бард. 31 травня 2013 відбувся перший сольний концерт гурту на честь його сьомого дня народження. У вересні 2013 року вийшов другий альбом «Роман» і з першого тижня посів провідні місця на iTunes.
У 2014 році вийшли сингли «По клеточкам» і «Знаешь», на які також були зняті кліпи. 20 грудня 2014 вийшла пісня «Мости Над Дніпром», в записі якої крім НЕАНГЕЛІВ взяли участь відомі українські виконавці — Потап, Настя Каменських, Наталя Могилевська, гурт «Время и Стекло», Ірина Білик, Alyosha, Авіатор та інші. У лютому 2015 гурт вирушив у клубний концертний DANCE ROMANCE TOUR, після чого в травні-червні проїхався по містах України з розширеним туром РОМАН, який містив півторагодинні виступи з живою музикою. Запис альбому «Серце» в київському Палаці Спорту на шоу, присвяченому десятиріччю гурту.
У 2016 році НЕАНГЕЛИ пройшли до півфіналу національного відбору Пісенного конкурсу «Євробачення 2016».
У 2021 році в ефірі телеканалу «1+1» Слава Камінська заявила про розпад колективу, який проіснував 15 років. Рішення було спільним як від учасниць, так і від продюсера.

## Учасниці
- Слава Камінська — 16 липня 1984, Одеса — володіє колоратурним контральто.[6]

- Вікторія Сміюха — 13 грудня 1985[7], Харків — володіє контральто, найнижчим жіночим голосом.[8][9]

## Дискографія
- 2006 — «Номер один»
- 2013 — «Роман»

## Відеографія
| Рік  | Назва              | Режисер              | Альбом       |
| ---- | ------------------ | -------------------- | ------------ |
| 2006 | «Ты из тех самых»  | Олександр Ігудін     | «Номер Один» |
| 2006 | «Юра, прости»      | Олександр Філатович  | «Номер Один» |
| 2007 | «Boy»              | Сергій Ткаченко      | «Номер Один» |
| 2007 | «Я знаю это ты»    | Алан Бадоєв          | «Номер Один» |
| 2008 | «Шуры-муры»        | Семен Горов          | TBA          |
| 2008 | «I Need Your Love» | Віктор Скуратовський | TBA          |
| 2009 | «Красная шапочка»  | Олександр Філатович  | «Роман»      |
| 2010 | «Отпусти»          | Алан Бадоєв          | «Роман»      |
| 2010 | «Убей меня»        | Сергій Ткаченко      | «Роман»      |
| 2011 | «Только бы ты был» | Дмитро Перетрутов    | «Роман»      |
| 2011 | «Киев-Москва»      | Сергій Ткаченко      | «Роман»      |
| 2012 | «Твоя»             | Сергій Ткаченко      | «Роман»      |
| 2012 | «Сирень»           | Олег Борщевский      | «Роман»      |
| 2013 | «Роман»            | Семён Горов          | «Роман»      |
| 2013 | «По клеточкам»     | Тарас Воробец        | «Роман»      |

## Галерея

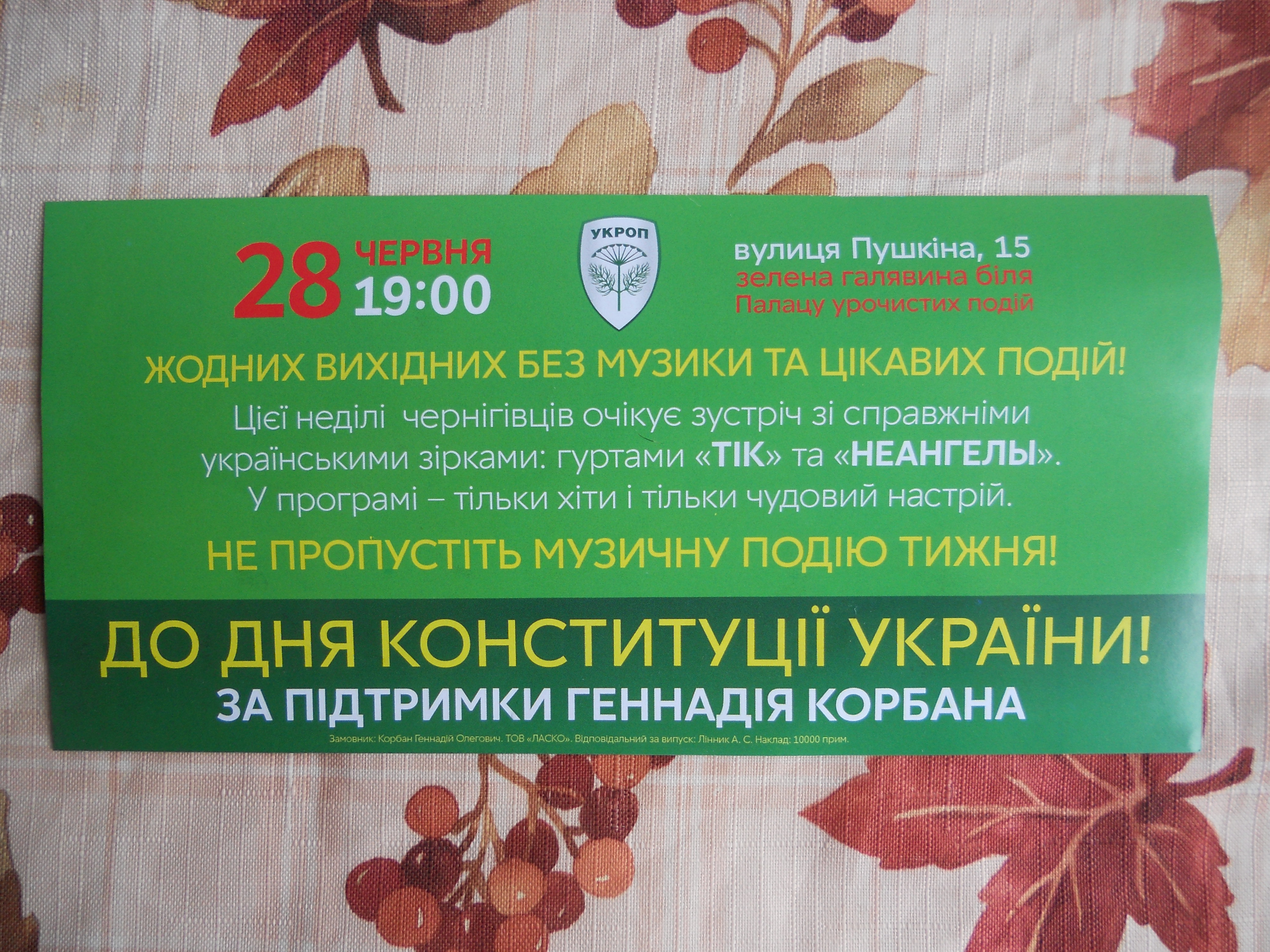
Запрошення на концерт (Корбан), 28 червня 2015, Чернігів
Запрошення на концерт (Корбан), Тік та Неангели, 28 червня 2015, ЧернігівЗапрошення на концерт (Корбан), Тік та Неангели, 28 червня 2015, Чернігів

## Політична позиція
Відповідно до інформації українських ЗМІ, учасниці гурту з гумором ставились до санкцій Заходу, введених у відповідь на анексію Криму Росією у 2014 році. Так у серпні 2014 року Слава Камінська у жартівливій формі прокоментувала західні санкції, написавши у соцмережах «У відповідь на санкції Заходу, сколковські вчені запропонували замість ін'єкцій ботоксу використовувати укуси вітчизняних джмелів.»
Після початку збройної агресії Росії проти України, гурт вирішив продовжити давати концерти в Росії у 2014 році.